# Waldemar Marszałek (malarz)
Waldemar J. Marszałek (ur. 16 lutego 1960 w Dobrzycy na Pomorzu Środkowym) – polski malarz, grafik, rysownik, pedagog Akademii Sztuk Pięknych w Gdańsku. Wedłług portalu trójmiasto.pl w 2010 r. był zaliczany do grona "najbardziej znanych i lubianych w Trójmieście artystów".

## Życiorys
Jest absolwentem Liceum Plastycznego w Koszalinie. Studiował w latach 1980–1985 w Państwowej Wyższej Szkole Sztuk Plastycznych w Gdańsku (obecnie Akademia Sztuk Pięknych w Gdańsku) na kierunku grafiki użytkowej. Dyplom uzyskał w 1985 r. Od razu po studiach rozpoczął pracę pedagogiczną na uczelni, najpierw, jako asystent, obecnie profesor Pracowni Podstaw Grafiki Artystycznej. W okresie studiów i przez wiele lat po ich ukończeniu uprawiał litografię i zajmował się projektowaniem graficznym. Od 1994 r. uprawia przede wszystkim malarstwo i rysunek. Od roku 2004 zainteresował się tworzeniem prac w technikach cyfrowych. Ma na swym koncie przeszło siedemdziesiąt wystaw indywidualnych i udział w ponad trzystu ekspozycjach zbiorowych w kraju i za granicą. Mieszka i pracuje w Gdańsku.

## Wystawy
Indywidualne (do 2011 r.)
- 1987 – Grafika, Malarstwo BWA, Koszalin
- 1988 – Grafika, Malarstwo BWA, Leszno
- 1989 – Grafika BWA, Gdynia
- 1989 – Malarstwo Galeria Diorama, Gdańsk
- 1989 – Malarstwo Art-Galerie Herford, Niemcy
- 1996 – Malarstwo „Galeria Sztuki Katarzyny Napiórkowskiej”, Warszawa
- 1998 – Malarstwo „Galeria Anny Kareńskiej”, Poznań
- 1998 – Malarstwo „Galeria Triada”, Sopot
- 1999 – Malarstwo „Galeria Triada”, Gdańsk
- 2000 – Malarstwo, rysunek „Galeria Na Odwachu”, Wrocław
- 2000 – Malarstwo, rysunek „Zimmergalerie”, Iserlohn, Niemcy
- 2001 – Malarstwo, rysunek „Weibull’s Kunstgalleri”, Dania
- 2002 – Malarstwo „Galeria Triada”, Gdańsk
- 2003 – Malarstwo ASP Gdańsk wystawa związana z obroną przewodu kwalifikacyjnego II stopnia
- 2003 – Rysunek Galeria „Nowa oficyna”, Gdańsk
- 2004 – Malarstwo „Galeria Triada”, Sopot
- 2004 – Malarstwo, rysunek „Galerie Schulok”, Niemcy
- 2005 – Malarstwo, rysunek „Galeria Triada” wystawa z okazji 20 lat pracy twórczej
- 2005 – Wystawa malarstwa towarzysząca imprezie „Feta” Triada, Gdańsk
- 2006 – Malarstwo, rysunek BWA, Olsztyn
- 2009 – Malarstwo MCK, Koszalin
- 2011 – Malarstwo, Rysunek, Grafika - Wystawa jubileuszowa „25, 50”, PGS, Sopot

Zbiorowe (do 2010 r.)
- 1996 – Malarstwo „Dekonstrukcjoniści gdańscy”, BWA, Bydgoszcz
- 1996 – Grafika „Grafika Polska”, Łódź
- 1997 – Grafika „Międzynarodowe Triennale Grafiki”, Kraków
- 1997 – Grafika „The 19 International Independante Exhibition of Print”, Kanaganawa, Japonia
- 1997 – Grafika „Triennale Grafiki Polskiej”, Katowice
- 1997 – Grafika „International Print Biennal” Warna
- 1998 – Malarstwo i grafika „Dekonstrukcjoniści gdańscy” „Galeria Dyptyk”, Toruń
- 1998 – Malarstwo i grafika „Kunst aus Polen”, Bad Kissingen, Niemcy
- 1998 – Grafika, pokonkursowa wystawa im. Daniela Chodowieckiego, Sopot
- 1998 – Grafika, cykl wystaw pod patronatem MTG Krakowa „100 Miast”
- 1999 – Grafika „Mostro Rio Gravura” Muzeum sztuki Współczesnej w Rio de Janeiro, Brazylia
- 1999 – Grafika, Kanagawa, Japonia
- 2000 – Malarstwo, międzynarodowa wystawa przy festiwalu muzyki poważnej, Bad Kissingen, Niemcy
- 2004 – Malarstwo, Helsinki, Finlandia
- 2004 – Malarstwo (Targi Sztuki), Poznań
- 2005 – Malarstwo „Sopot w Warszawie”, Fabryka Trzciny, Warszawa
- 2005 – Malarstwo - „Sopot i Gdańsk w Helsinkach” - Helsinki, Finlandia
- 2006 – Malarstwo - „Gdańsk w Poznaniu”, Stara Słodownia - Poznań
- 2006 – Malarstwo - DHI Instytut - Horhlom, Dania
- 2007 – Malarstwo - „Polish Contemporary Art. In Canadian Collections”, Galeria 1313 - Kanada
- 2007 – Malarstwo - „Aagaard Galerie” - Berlin
- 2007 – Grafika - Biennale Miniatury Cyfrowej, Płocka Galeria Sztuki - Płock
- 2007 – Grafika - Wystawa Wydziału Grafiki w siedzibie ASP - Gdańsk 2007
- 2008 – Grafika, Inprint - Pałac Kultury - Warszawa
- 2008 – Grafika - Międzynarodowe Biennale Grafiki Cyfrowej - Gdynia
- 2008 – Grafika - Kochi 7th Międzynarodowe Triennale Grafiki - Japonia
- 2008 – Grafika, malarstwo - „Artpolonika”, organizator Polishedarts - Kanada
- 2009 – Grafika - 7 Triennale Grafiki Polskiej, Katowice
- 2009 – Grafika - Metropolia jest OKEY, Opera Bałtycka, organizator Nadbałtyckie Centrum Kultury - Gdańsk
- 2009 – Malarstwo - Galeria MDK, XIX Impresje Mikołowskie - Mikołów
- 2009 – Grafika - „Pierwsza Wystawa Grafiki” Fundacja Wspólnota Gdańska, Obywatelskie Centrum Sztuki i Kultury, „Elbląska 66” - Gdańsk
- 2009 – Grafika - „Grafika czy już fotografia”, impreza towarzysząca MTG w Krakowie - Opole
- 2009 – Grafika - „CK 105”, udział w wystawie na zaproszenie ZPAP w Koszalinie - Koszalin
- 2009 – Grafika - Mini Digital, „Galeria Krypta Pijarów”, pokłosie wystawy laureatów i uczestników I biennale Miniatury Cyfrowej - Płock
- 2009 – Grafika - 7 Triennale Grafiki Polskiej - Katowice
- 2009 – Grafika - „Grafika Polska - Sztuka i Edukacja”, w ramach MTG w Krakowie, Pałac Przyjaciół Sztuk Pięknych - Kraków
- 2010 – Grafika - Galeria - Chiny

## Nagrody
- II nagroda na Międzynarodowym Biennale Grafiki Cyfrowej w Gdyni (2008)[4]
- Nagroda Prezydenta Miasta Gdańska w Dziedzinie Kultury z okazji jubileuszu 30-lecia pracy twórczej (2018)[5]